# 鸢尾蒜科
鸢尾蒜科只有1属—鸢尾蒜属（Ixiolirion）1-4种，分布在亚洲西南部，中国只有1种—等尾蒜（I. tataricum Pall.Herb.），生长在新疆北部。
本科植物为多年生草本，有鳞茎；叶基生，成簇；花在花葶的顶端，花被6；果实为蒴果，种子小，黑色。
1981年的克朗奎斯特分类法将其列入石蒜科，1998年根据基因亲缘关系分类的APG 分类法认为应该单独分出一个科，列在天门冬目中。